# Ťi-ning
Ťi-ning (čínsky pchin-jinem Jǐníng, znaky 济宁) je městská prefektura v Čínské lidové republice. Patří do provincie Šan-tung. Jedná se o průmyslové město stojící v oblasti těžby uhlí.
Celá prefektura má rozlohu 11 114 čtverečních kilometrů a roku 2020 měla více než 8,3 milionů obyvatel.

## Poloha
Ťi-ning leží v jihozápadní části provincie Šan-tung. Leží na severním konci jezera Nan-jang a je nejsevernějším městem, kam lze dnes doplout po Velkém kanále (na jihu splavnost končí v prefektuře Chang-čou). Hraničí na jihozápadě s prefekturou Che-ce, na jihovýchodě s prefekturou Cao-čuang, na severovýchodě s prefekturou Tchaj-an, na severozápadě s provincií Che-nan a na jihu s provincií Ťiang-su.

## Administrativní členění
Městská prefektura Ťi-ning se člení na jedenáct celků okresní úrovně, a sice dva městské obvody, dva městské okresy a sedm okresů.
| jezero · Nan-s’ Žen-čcheng Jen-čou městský okres · Čchü-fu městský okres · Cou-čcheng okres · Wej-šan okres · Jü-tchaj okres · Ťin-siang okres · Ťia-siang okres · Wen-šang okres · S’-šuej okres · Liang-šan |        |                       |                    |                                  |
| Název | Název  | Počet obyvatel (2020) | Rozloha km² (2020) | Hustota zalidnění (obyv. na km²) |
| český přepis | znaky  | Počet obyvatel (2020) | Rozloha km² (2020) | Hustota zalidnění (obyv. na km²) |
| Městské obvody |        |                       |                    |                                  |
| Žen-čcheng | 任城区 | 1 365 000             | 1 087              | 1 256                            |
| Jen-čou | 兖州区 | 755 000               | 654                | 1 155                            |
| Městské okresy |        |                       |                    |                                  |
| Čchü-fu | 曲阜市 | 621 971               | 829                | 750                              |
| Cou-čcheng | 邹城市 | 1 166 559             | 1 611              | 724                              |
| Okresy |        |                       |                    |                                  |
| Wej-šan | 微山县 | 613 421               | 1 455              | 422                              |
| Jü-tchaj | 鱼台县 | 420 010               | 655                | 642                              |
| Ťin-siang | 金乡县 | 634 144               | 885                | 717                              |
| Ťia-siang | 嘉祥县 | 820 036               | 985                | 833                              |
| Wen-šang | 汶上县 | 687 544               | 878                | 783                              |
| S’-šuej | 泗水县 | 542 895               | 1 120              | 485                              |
| Liang-šan | 梁山县 | 730 683               | 957                | 764                              |
| |        |                       |                    |                                  |
| Celkem | Celkem | 8 357 897             | 11 114             | 752                              |

## Partnerská města
- Angra do Heroísmo, Portugalsko (2015)
- Ašikaga, Japonsko (1984)
- Fort Smith, Arkansas, USA (2012)
- Komacu, Japonsko (2008)
- Lawton, Oklahoma, USA (1995)
- Mylhúzy, Francie (1996)
- Osasco, Brazílie (2010)
- Taganrog, Rusko (2009)